# Crawford County, Illinois
Crawford County är ett county i delstaten Illinois, USA. Den administrativa huvudorten (county seat) är Robinson.

## Geografi
Enligt United States Census Bureau så har countyt en total area på 1 154 km². 1 149 km² av den arean är land och 6 km² är vatten.

### Angränsande countyn
- Clark County - nord
- Sullivan County, Indiana - öst
- Knox County, Indiana - sydost
- Lawrence County - syd
- Richland County - sydväst
- Jasper County - väst